# Basin, Wyoming
Basin är en småstad och huvudort i Big Horn County i delstaten Wyoming i USA. Staden är belägen på västra sidan av Bighorn River och hade 1 285 invånare vid 2010 års folkräkning.

## Kommunikationer
U.S. Route 16/20 går genom orten i nord-sydlig riktning. Parallellt med vägen går BNSF:s järnvägslinje, som idag huvudsakligen används för transport av kol och jordbruksprodukter.